# Municipio de Robb
El municipio de Robb (en inglés: Robb Township) es un municipio ubicado en el condado de Posey en el estado estadounidense de Indiana. En el año 2010 tenía una población de 1881 habitantes y una densidad poblacional de 19,44 personas por km².

## Geografía
El municipio de Robb se encuentra ubicado en las coordenadas 38°10′39″N 87°49′39″O / 38.17750, -87.82750. Según la Oficina del Censo de los Estados Unidos, el municipio tiene una superficie total de 96.77 km², de la cual 96,64 km² corresponden a tierra firme y (0,13 %) 0,13 km² es agua.

## Demografía
Según el censo de 2010, había 1881 personas residiendo en el municipio de Robb. La densidad de población era de 19,44 hab./km². De los 1881 habitantes, el municipio de Robb estaba compuesto por el 98,78 % blancos, el 0,27 % eran amerindios, el 0,27 % eran asiáticos y el 0,69 % eran de una mezcla de razas. Del total de la población el 0,43 % eran hispanos o latinos de cualquier raza.